# Sogod (Leyte du Sud)
Pour les articles homonymes, voir Sogod.
Sogod est une municipalité des Philippines située dans le nord de la province de Leyte du Sud, sur la baie de Sogod (en).
Elle est divisée en 45 barangays.

## Histoire
Sogod a eu le statut de barangay (district) à partir de 1700 et n'est devenu une municipalité qu'en 1853. Le 16 octobre 1913, l'augmentation de sa population a nécessité la séparation de sa partie sud-est pour former une nouvelle municipalité, Libagon.